# Marc Cucurella
Marc Cucurella Saseta (Alella, 22. srpnja 1998.) španjolski je nogometaš iz Katalonije koji igra kao lijevi bek za engleski prvoligaški klub Chelsea i španjolsku reprezentaciju.

## Klupska karijera
Cucurella je bio dio Espanyolova juniorskog sustava od 2006. do 2012., godine u kojoj je prešao u redove gradskog rivala Barcelonu.
Dana 26. studenog 2016. debitirao je s drugom momčadi Barcelone igrajući utakmicu Segunda Divisióna B protiv L'Hospitaleta. Dana 7. srpnja 2017., nakon što je s Barcelonom B izborio promociju u Segunda División, obnovio je ugovor do lipnja 2021. Dana 24. listopada debitirao je za Barcelonu, zamijenivši Lucasa Dignea u 83. minuti u utakmici Kupa kralja protiv Real Murcije koja je dobivena rezultatom 3:0.
Dana 31. kolovoza 2018. posuđen je na godinu dana Eibaru. Nakon izvrsne sezone na individualnoj razini, 27. svibnja 2019. u potpunosti ga je kupio baskijski klub; 16. srpnja ga je Barcelona otkupila za četiri milijuna eura. Dva dana kasnije preselio se u Getafe na posudbu. 15. prosinca iste godine zabio je svoj prvi pogodak u dresu Azulonesa protiv Real Valladolida koji je poražen 2:0. Dana 30. lipnja 2020. Getafe ga je kupio za 10 milijuna eura.
Dana 31. kolovoza 2021. prodan je Brightonu, momčadi s kojom je potpisao ugovor na pet sezona. Nakon samo jedne sezone, prešao je u Chelsea za iznos od 55 milijuna funti plus 7 milijuna funti u bonusima.

## Reprezentativna karijera
S reprezentacije do 21 godine sudjelovao je na Europskom prvenstvu 2021. na kojem je Španjolska ispala u polufinalu.
Početkom lipnja 2021. Cucurella je debitirao za seniorsku reprezentaciju protiv Litve koju je Španjolska dobila 4:0. Zbog slučajeva COVID-19 u sastavu za odgođeno Europsko prvenstvo 2020., koje je počelo nedugo nakon toga, u ovoj utakmici su igrali igrači koji su prethodno igrali na Europskom prvenstvu do 21 godine.
Krajem lipnja 2021. Cucurella je imenovan članom španjolske olimpijske reprezentacije za nogometni turnir odgođenih Ljetnih olimpijskih igara 2020. Igrao je pet puta, a njegova momčad izgubila je u finalu od Brazila. Dana 7. lipnja 2024. Cucurella je pozvan u španjolsku momčad za Europsko prvenstvo 2024. u Njemačkoj.